# Ligne de Solbergfoss
La ligne de Solbergfoss (en norvégien : Solbergfossbanen), est une ancienne ligne ferroviaire norvégienne privée de 7,9 kilomètres, reliant Askim à la chute d'eau Solbergfossen.

## Histoire
Construite en 1917, la ligne fut d'abord utilisée pour transporter du matériel à la centrale hydro-électrique de Solbergfossen.
En 1920 débute le trafic passager et ce jusqu'à la fermeture de la ligne en 1964.
À partir de 1928, le train est remplacé par deux autocars sur rails.

## Caractéristiques
La ligne comptait deux arrêts : à Onstad (3.4 km) et à Tømt (6 km).